# NieR: Automata
NieR: Automata (ニーア オートマタ Nīa Ōtomata?) es un videojuego de rol de acción desarrollado por PlatinumGames y publicado por Square Enix para PlayStation 4, Microsoft Windows y Xbox One, así como para Nintendo Switch. Aunque en un principio la distribuidora planeó su lanzamiento para noviembre de 2016, finalmente lo publicó el 23 de febrero de 2017 en Japón. La edición de consola se publicó el 7 de marzo en Norteamérica y el 10 de ese mes en el resto del mundo. La versión de Microsoft Windows se publicó el 17 de marzo en Steam. El juego se lanzó en la consola Xbox One el 26 de junio de 2018. La versión de Nintendo Switch lo hizo 6 de octubre de 2022.
El videojuego comparte el mismo universo que Nier, una serie derivada de la saga Drakengard. La historia sigue las batallas del androide de combate 2B, su compañero 9S, y el obsoleto prototipo A2, en una guerra de poder entre las máquinas creadas por invasores de otro mundo y los restos de la humanidad. La producción comenzó en 2014 con su creador Yoko Taro, el productor Yōsuke Saitō y el compositor Keiichi Okabe. El equipo también contó con Atsushi Inaba como coproductor y Akihiko Yoshida, artista regular de Square Enix, como diseñador de personajes. El objetivo principal era crear un videojuego fiel al espíritu del original con una mejor jugabilidad de acción. Siendo un proyecto completamente nuevo para sus desarrolladores, el personal de PlatinumGames se enfrentó a múltiples desafíos al desarrollar el videojuego y un entorno de mundo abierto.
En julio de 2021, el juego ha vendido más de 6 millones de copias en todo el mundo.
En febrero de 2022, se confirmó una adaptación de anime basado en el videojuego. La serie de anime, titulada Nier: Automata Ver1.1a, producida por el estudio A-1 Pictures, se emitió de enero a julio de 2023. Una segunda temporada comenzó a emitirse desde julio de 2024.

## Sinopsis
Nier: Automata comparte el mismo universo postapocalíptico que el primer Nier y toma lugar después del cuarto final de este último videojuego. Aunque contiene referencias con la serie Drakengard en cuanto a su atmósfera oscura y la ramificación de su historia, no guarda conexión narrativa con dicha saga. Situada miles de años luego de los eventos que ocurrieron en Nier, la historia gira en torno a una guerra entre los androides remanentes de la humanidad y un ejército de máquinas invasoras de otro mundo. La irrupción inicial de éstas obligó a la población de la Tierra a huir hacia la Luna. Con el fin de volver a recuperar el planeta, la humanidad creó el escuadrón «YoRHa», una unidad integrada por androides de combate con el fin de luchar en una guerra subsidiaria. Aunque a éstos les niegan las emociones y carecen de nombres reales, tienen actitudes particulares por las que se les puede distinguir. A los androides se les comanda desde el "Búnker", la sede de la escuadrilla de infantería automatizada YoRHa, que está en órbita sobre el planeta y establece una resistencia autosuficiente en la Tierra para hacer retroceder a las máquinas.
La historia completa de NieR: Automata se compone de 5 finales diferentes que son necesarios para integrar un único relato.

## Argumento
NieR: Automata abre con los personajes 2B y 9S (androides femenino y masculino respectivamente) generando el camino para una futura incursión en el territorio de las máquinas, trabajando por órdenes de la Comandante en eliminar las amenazas para la Resistencia local. Con la ayuda de la líder Anémona, las gemelas Devola y Popola y más tarde Pascal, así como otros androides, 2B y 9S derrotan múltiples amenazas que surgen del bando de las máquinas. Durante sus misiones, presencian el nacimiento Adán y Eva para luego luchar contra ellos. Ambos son manifestaciones físicas de la red de las máquinas que les revelan que sus creadores (extraterrestres ya extintos) fueron destruidos por una rebelión de las mismas máquinas hace ya siglos. 2B y 9S también se encuentran con la androide A2, que está huyendo de YoRHa siendo acusada de traición. Se revela que muchas de las máquinas han comenzado a aprender de la cultura humana y sentir emociones o reunirse en grupos organizados, y algunas, como el grupo de Pascal, se han cansado de luchar y desean paz con lo que arman pequeñas aldeas pacíficas. Después de que Adán captura a 9S, 2B lucha contra él y lo mata. Privado de su hermano, Eva enloquece de dolor y conduce a máquinas bajo su mando a un frenesí. 2B y 9S matan a Eva para poner fin a la agitación. No obstante, el cuerpo de 9S se infecta con el virus lógico de Eva, pero logra transferir su propia conciencia a un nuevo cuerpo tipo S, lo que resulta en el Final A - flowers for m[A]chines.
El segundo capítulo sigue la misma narrativa de apertura pero desde la perspectiva de 9S, ofreciendo una nueva visión de Adán, Eva y de las máquinas ya que 9S puede ver dentro de ellas con su herramienta de pirateo. 9S encuentra un problema técnico al realizar una sincronización de servidor estándar y detiene el procedimiento de conexión con la central tanto para él como para 2B. Mientras investiga la causa, descubre que la humanidad en realidad se había extinguido mucho antes de que comenzara la invasión alienígena (debido a los eventos de NieR). Un servidor en la Luna (construido en el año 5100 por los androides) que contiene la historia de la humanidad y el genoma incompleto es todo lo que queda de ellos. YoRHa y su misión en realidad fueron creadas para evitar que los androides perdieran la moral y continúen su existencia defendiendo el legado de la humanidad. El androide Zinnia fue quien diseñó este plan alrededor de los años 11930, basándose en la idea humana de un "Dios" en las alturas que funcionaría como sustento para la civilización, sin embargo, luego de llegar a la conclusión de no activar el plan ya que era muy arriesgado él fue asesinado por uno de sus dos creaciones, el androide N° 9 que puso en marcha el plan (con algunos cambios, para dejar una vulnerabilidad en YoRHa que se activaría en caso de cumplirse determinados eventos que pusieran en peligro el objetivo de toda la operación) y quien a su vez fue ejecutado por el androide N°2 en un intento inútil por detener el ya iniciado proyecto YoRHa. Finalmente, al derrotar los protagonistas a Eva en la historia una vez más, da como resultado el Final B - or not to [B]e.
El tercer capítulo continúa la historia, inicialmente cambiando entre las perspectivas de 2B, 9S y A2. La muerte de Adán y Eva arroja la red de máquinas al caos, lo que lleva a YoRHa a lanzar una invasión a gran escala para contener a las máquinas. 2B y 9S forman parte de la vanguardia, pero un ataque lógico de un virus desconocido hace que cada unidad YoRHa enviada como refuerzo se vuelva hostil hacia los protagonistas. Los dos se retiran al Búnker, que posteriormente es invadido; el "problema" que fue encontrado por 9S fue, de hecho, un agujero de seguridad en las defensas de virus de YoRHa, dejando vulnerable a todo el cuartel general y sus integrantes a ataques externos de las máquinas. Siendo infectada, la Comandante ordena a 2B y 9S regresar a la superficie antes de autodestruir el Búnker. 2B y 9S resultan separados por un ataque de los infectados YoRHa durante el descenso, y 2B termina infectada con el virus lógico. Salvada de YoRHa por la androide A2, 2B carga sus recuerdos en su espada y le asigna a A2 la tarea de completar su misión. Sin darse cuenta de su conversación, 9S es testigo de la A2 matando a 2B en un acto de compasión pero él confunde la situación y furiosamente jura venganza contra A2 por "asesinar" a 2B. Simultáneamente, una enorme torre creada por las máquinas se eleva sobre la tierra.
La historia luego se divide entre A2 y 9S, con sus respectivas Pods 042 (anteriormente propiedad de 2B) y 153 interactuando entre sí. A2 continúa las misiones de 2B en relación con las máquinas, pero durante su camino, la aldea de Pascal es atacada y las máquinas comienzan a enloquecer. Durante una lucha de A2 y Pascal evitando un ataque de las máquinas hostiles, los "niños" de su aldea se suicidan por miedo a ser asesinados. A2 tiene la opción de limpiar la memoria de Pascal o matarle a petición suya (o simplemente alejarse dejándole con vida y sin borrar su memoria, provocando en Pascal un gran odio hacia A2). Mientras tanto, 9S está investigando la torre y descubre que se está preparando para lanzar algo que él supone que es un misil dirigido al servidor en la luna. 9S es atormentado por la pérdida de YoRHa y 2B, lo cual lo vuelve mentalmente inestable. Finalmente él obtiene acceso a la Torre con la ayuda de las hermanas Devola y Popola, quienes se sacrifican para defender la incursión de las máquinas atacantes. En la historia se da a conocer que las androides gemelas son las últimas versiones sobrevivientes de un tipo de androide que fue fabricado en parejas con el objetivo de supervisar el fallido Proyecto Gestalt, creado con el fin de proteger a la humanidad de una plaga mortal que se expandía. Y aunque la pareja que cometió el error ya hacía milenios no existía, todas las miembros de ese modelo sufrieron de la discriminación, odio y violencia de otros androides coléricos que las culpaban de la extinción humana. Quienes las reprogramaron para sentir un sentimiento de culpa perpetua. 
A2 sigue a 9S dentro de la torre, donde se encuentran con el Supervisor de las máquinas (una IA que evolucionó a partir de las experiencias reunidas en el tiempo por las máquinas en la Tierra), que enfrenta a ambos. Aquí se revela la historia de fondo de A2 como la única sobreviviente de una unidad precursora de YoRHa que fue diseñada específicamente para ser destruida en acción (en la misión "Descenso de Pearl Harbor" donde toda su unidad fue ampliamente superada por el asedio de las máquinas enemigas) y para recolectar datos útiles en la creación de las futuras unidades de combate YoRHa. Mientras tanto, 9S descubre que todo el ataque del virus lógico de las máquinas y la vulnerabilidad en el cuartel de YoRHa fue parte de un plan para perpetuar la artimaña de la supervivencia de la humanidad y atrapar a máquinas y androides en un ciclo indefinido de guerra. 
En la parte superior de la torre, A2 revela a 9S la verdad acerca de su pareja, 2B: que su designación real era en verdad "2E" ("E" que significa Ejecutor, un tipo de androide creado para cazar objetivos traidores de YoRHa), por lo que ella en realidad era unidad diseñada para acompañar y finalmente matar repetidamente a 9S cada vez que él descubría la verdad sobre la humanidad y YoRHa. 2B sufrió mucho por su papel y por ello quería ayudar a 9S a través de A2. 9S, ahora enloquecido por la verdad; la muerte de 2B e infectado con el virus lógico, desafía a A2 a luchar. El jugador luego debe seleccionar qué personaje controlará. Elegir a A2 da como resultado Final C - meaningless [C]ode: donde 9S es derrotado y A2 lo cura del virus lógico para luego sacrificarse destruyendo la torre de las máquinas, mientras Pod 042 lleva a 9S a un lugar seguro. Elegir 9S da como resultado el Final D - chil[D]hood’s end: 9S y A2 se matan entre sí, y en los momentos finales de 9S, el Supervisor de las máquinas le dice que se ha cambiado la función de la torre, que ha evolucionado; está disparando un arca que contiene la esencia colectiva de las máquinas, incluidos los aún vivos Adán y Eva, para encontrar un nuevo mundo en las estrellas. 9S es invitado a unirse a ellos.
Una vez que se logran ambos desenlaces (C y D), durante los créditos finales, los Pods 042 y 153 descubren que los datos para 2B, 9S y A2 están intactos y pueden recuperarse. Ante esta situación, los Pods llevan a cabo un diálogo sobre si es correcto eliminar esa información basándose en todas sus experiencias, algo que según las normas de YoRHa están obligados a hacer. Si el jugador decide conservar los datos de los androides, el Pod 042 debe piratear una última barrera de seguridad de una dificultad extremadamente alta (excepto que se solicite ayuda de otros jugadores en línea) donde debe derrotar a los creadores, y ello desencadena el Final E - the [E]nd of YoRHa: los Pods vuelven a ensamblar los recuerdos y las experiencias de los tres androides y reconstruyen sus cuerpos. Incluso a pesar de la posibilidad de que los tres simplemente repitan todo, los Pods tienen Fe en que forjarán un nuevo futuro.

## Personajes

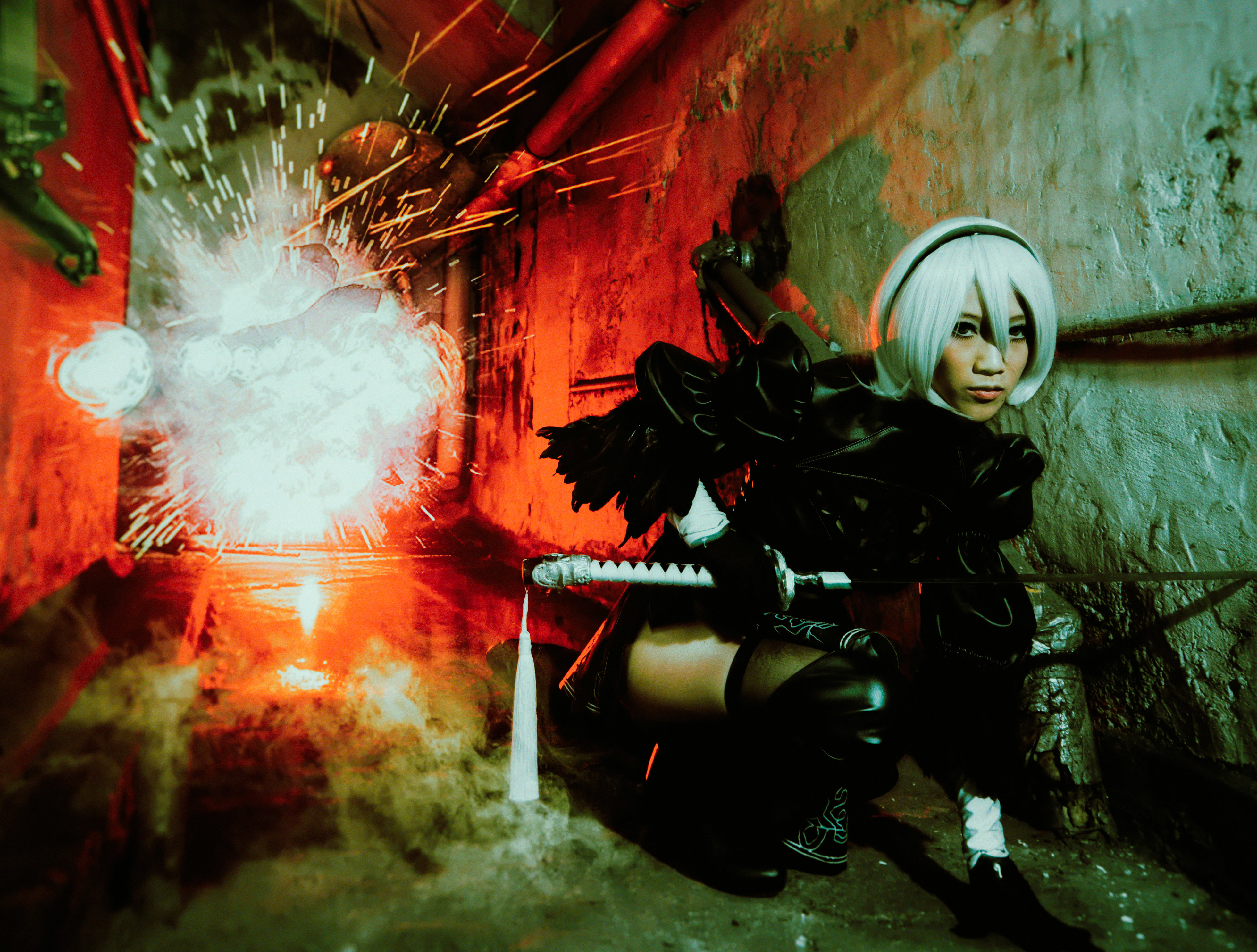
Cosplayer como 2B.

La protagonista principal es YoRHa N.º 2 Modelo B, o «2B», un prototipo femenino de los androides YoRHa que cuenta entre sus rasgos principales la tranquilidad y frialdad. Ella está acompañada de YoRHa N.º 9 Modelo S, o «9S», un androide masculino de reconocimiento que expresa más emociones que otras unidades y YoRHa Modelo A N.º 2, o «A2», un prototipo obsoleto de la línea de 2B con una personalidad taciturna que a menudo opta por actuar de manera solitaria. Otros personajes son la Comandante, androide al mando del Búnker; Adán y Eva, hermanos gemelos cuyos motivos son desconocidos; Pascal, una máquina a la que le disgusta el conflicto y desea la paz; Devola y Popola, androides que ayudan a la resistencia y descendieron de seres similares que se volvieron locos durante los sucesos de Nier; varios androides de Operación que actúan como supervisores de los YorHA; Anémona, líder de la resistencia que coopera con los androides; los Pods que actúan como apoyo de combate u comunicadores con el Búnker y un protagonista original de Nier, Emil, que perdió sus recuerdos en el transcurso de los años. El videojuego también menciona varios personajes tanto de Drakengard 3 como del primer Nier.

## Sistema de juego
Nier: Automata es un videojuego de rol de acción con un sistema de combate hack n slash. Además de recorrer el universo del videojuego a pie, el jugador puede invocar un animal salvaje para montar, y en algunos escenarios también hay disponibles mechas de vuelo para luchar contra enemigos. Como en el videojuego anterior, en varios entornos la cámara cambia de una perspectiva en tercera persona a una vista cenital o de desplazamiento horizontal. Algunas áreas también incluyen rompecabezas al estilo plataformas.

## Desarrollo

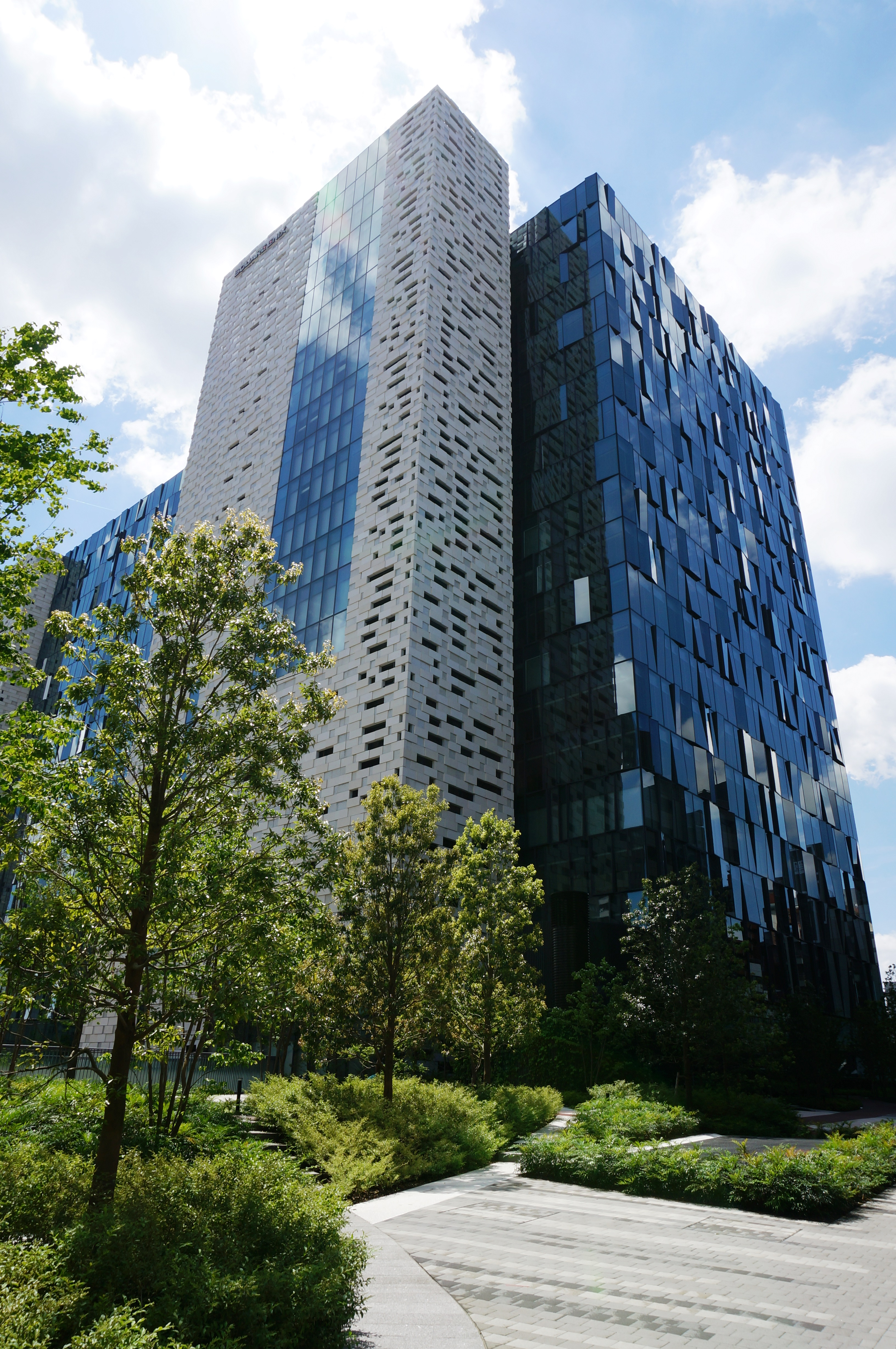
Oficinas de Square Enix en Tokio.

Luego del lanzamiento de Nier, tanto el director Yoko Taro como el productor Yosuke Saito hablaron de crear una secuela. Cuando Saito le comentó a Yuki Yokoyama al respecto, este se vio poco dispuesto debido a las bajas ventas del videojuego original. No obstante, tras la buena recepción de Nier por parte de sus seguidores, Square Enix decidió continuar con la IP junto al equipo principal que lo realizó. Una de sus intenciones era crear una mejor experiencia de juego orientada a la acción. Como resultado, contactaron con el estudio PlatinumGames, conocido por su calidad, creatividad y títulos como Bayonetta y Metal Gear Rising: Revengeance. La colaboración la acordaron bajo dos condiciones: Yoko debía ser el director y además tendría que estar presente para ayudar con la producción del videojuego. Aunque inicialmente la participación de PlatinumGames inquieto al director, el entusiasmo y deseo del estudio en cuanto a permanecer fieles al original apaciguaron las dudas de Yoko Taro. Takahisa Taura, diseñador de Platinum, también deseó crear una secuela para este antes de que Square Enix se acercara a la compañía. La idea original era realizar un juego para plataformas móviles o PlayStation Vita, pero pronto decidieron hacer uno para PlayStation 4.
En 2014 comenzó su producción, e incluyó personal del videojuego original y seis meses de preproducción. Durante el desarrollo, el equipo tomó en consideración la opinión y comentarios de los seguidores y críticos de Nier, así como sus propios pensamientos sobre el mismo. Los puntos que ellos sintieron que debían abordar iban desde la jugabilidad y el diseño de personajes, hasta el apartado gráfico. Si bien tenían que mejorar estos, también debían mantener los aspectos y puntos que fueron bien recibidos, como su historia y música. Taura desarrolló el sistema de batalla, mientras que Isao Negishi creó y añadió los elementos RPG. Según Negishi y el programador Ryo Onishi, una de las mayores dificultades fue realizar un título fiel al original, lo que requirió tomar distancia del estilo de sus antiguos juegos. Para el sistema de combate, el equipo tomó el utilizado en Nier y lo unió a elementos de otros títulos de PlatinumGames. El concepto principal de Taura era mejorar el sistema de batalla y unirlo a la historia. También tomaron en cuenta el incluir mecánicas para que tanto jugadores de acción casuales como veteranos puedan disfrutar. Este es el primer videojuego de mundo abierto del estudio, los anteriores proyectos del equipo tienen una estructura lineal, pero Nier: Automata se caracteriza por tener grandes entornos unidos a transiciones continuas. Un elemento particular que Negishi notó es la menor concentración de enemigos que usualmente hay en sus videojuegos, ya que el entorno abierto y natural de este requería de eso. Esto fue parte de sus esfuerzos para cumplir con la visión creativa de Yoko: al incluir menos enemigos, el equipo le da a los jugadores la oportunidad de «disfrutar la belleza del mundo desolado del videojuego».

### Escenario y diseño de arte
Con base en los comentarios que recibieron sobre los personajes de Nier, para este contaron con Akihiko Yoshida como diseñador principal. A pesar de que el equipo pensó que iba a negar su participación en el proyecto debido a su acotada agenda, Yoshida se vio dispuesto a participar en este ya que varios miembros del personal de su empresa eran seguidores del primer videojuego. Yoshida se unió un poco más tarde que lo usual en el proceso, por lo que Yoko le dio una idea general de diseños elegantes con el color negro como predominante. Esta vez el equipo decidió contar con el mismo protagonista en todas sus versiones, centrándose en crear un videojuego de rol japonés de calidad, en lugar de realizar ajustes para el lanzamiento occidental. Este deseo por una apariencia uniforme internacional del protagonista es otra de las razones por la cual el equipo de desarrollo contactó con Yoshida. Yuya Nagai también diseño varios personajes, como The Commander y Adán y Eva, mientras que Toshiyuki Itahana, artista de Square Enix, rediseñó a Devola y Poppola. El arte conceptual de los enemigos lo hizo Hisayoshi Kijima y el arte del entorno lo realizaron Kazuma Koda, Yasuyuki Kaji y Shohei Kameoka. El diseño del entorno fue un esfuerzo colaborativo junto a Yoko, y el equipo se esforzó en hacer que se vean como lugares que los jugadores visitarían en el mundo real. Uno de los retos a los que se enfrentaron al crear los modelos de personajes fue hacerlos parecer vivos a pesar de su naturaleza mecánica.

## Anuncio y lanzamiento
En enero de 2014 Yoko Taro expresó su interés en realizar una segunda serie derivada de la saga Drakengard, pero no especificó si podía tener relación con Nier. Tiempo más tarde el director confirmó que estaba trabajando en un nuevo proyecto y que no podía revelar detalles. A mediados de 2015 y en su conferencia de la Electronic Entertainment Expo, Square Enix presentó el videojuego bajo el título Nier New Project. Posteriormente la empresa reveló su nombre oficial en la Paris Games Week de ese mismo año. Al tiempo de su anuncio, el videojuego llevaba completo solo un 10%. En un principio Square Enix planeó su lanzamiento para noviembre de 2016, pero retrasó la fecha ya que tenía dudas sobre su rendimiento comercial contra otros grandes títulos que tenían un estreno cercano. Aunque la editora quería publicarlo en la fecha pactada, Square Enix tomó la decisión de aplazar el lanzamiento para el próximo invierno o primavera (hemisferio septentrional), con lo que le daría a Nier: Automata una probabilidad mayor de tener éxito comercial. El retraso benefició a los desarrolladores ya que les dio tiempo adicional para perfeccionar su sistema de juego y la calidad del mismo. En la Gamescom de 2016 se anunció el lanzamiento de una versión digital para Microsoft Windows vía Steam. En cuanto a realizar una para Nintendo o Xbox, el productor Yosuke Saito declaró que no tenían intenciones, pero si el videojuego lograba ser exitoso a nivel global, podrían considerarlo. En PlayStation 4 el videojuego se publicó el 23 de febrero de 2017 en Japón. En occidente, la fecha de lanzamiento es el 7 de marzo para Norteamérica y el 10 para Europa. La versión de Steam se publicó el 17 de marzo de 2017. La versión de Xbox llegó en forma digital el 26 de junio de 2018

### Contenido descargable
En abril de 2017 fue anunciado un DLC durante un evento especial de Square Enix para celebrar el éxito logrado por Nier: Automata. Este contenido descargable se llamó "3C3C1D119440927" y contenía 3 coliseos de combate con distintas normas cada uno, tres nuevos trajes para los tres personajes principales con el aspecto de los personajes del primer Nier, tintes de pelo para las protagonistas femeninas 2B y A2, nuevos discos para desbloquear nuevas pistas de audio, máscaras con efectos especiales, un nuevo final y una batalla contra el CEO de Square Enix y de Platinum Games. Este DLC es considerado una expansión a nivel jugable del juego pero no repercute ni amplia la historia principal.
La edición Become as Gods también se lanzó para Windows a través de Microsoft Store y Xbox Game Pass el 18 de marzo de 2021. Esta versión incluyó mejoras no disponibles en la versión Steam, incluido el contenido HDR y la suite FidelityFX de AMD. Esas características se incluyeron en la versión de Steam el 15 de julio de 2021.

## Recepción

### Crítica
Nier: Automata fue recibido con críticas muy positivas por parte de la prensa de videojuegos, siendo elogiado principalmente por su profunda narrativa, el sistema de combate, el carisma de los personajes, la banda sonora y la mezcla de diferentes géneros de juegos.
El periodista Álvaro Castellano de 3DJuegos, opinó que el juego "es como un puñetazo directo en la cara, y posee todas las virtudes y cualidades que esperamos de un trabajo de Platinum Games". También agrega que "el combate y su historia son dos pilares tan fantásticos que lo convierten en una obra tremendamente disfrutable".
Carlos Levia del sitio web Vandal, calificó al juego como "una fantástica aventura que aúna lo mejor de multitud de géneros con una historia y una banda sonora inolvidables". Destaca que "la narrativa es brillante y está repleta de toques extraños y únicos que ayudan a darle mucha fuerza y personalidad tanto a este universo de ciencia ficción como al argumento, y la trama principal toca temas sorprendentemente maduros, complejos y actuales, animándonos a reflexionar sobre ellos para que saquemos nuestras propias conclusiones y valoraciones sobre lo que vemos". Considera que el sistema de combate es muy divertido, frenético, accesible y espectacular permitiendo que se disfrute desde el primer momento. Además, califica a la banda sonora como perfecta y que la mezcla de géneros es genial.
Borja Abadie de HobbyConsolas define al título como "una verdadera obra de arte. Empezando por el diseño artístico, la banda sonora, la trama y acabando por la jugabilidad todo rezuma buen gusto y personalidad propia. Pero, como arte, habrá quien lo encuentre fuera de lugar e incomprensible. No es nuestro caso, ya que nos ha parecido una verdadera joya inolvidable".

### Ventas
A principios de abril de 2017, fue anunciado que Nier: Automata había logrado vender un millón de unidades entre copias físicas y digitales. Posteriormente en mayo del mismo año, se informó que el juego había vendido 1.5 millones de copias, combinando las ventas de PS4 y PC. Más tarde, en septiembre de 2017, Square Enix anunció que se habían superado las 2 millones de unidades vendidas en PS4 y PC, incluyendo copias físicas y descargas. El 13 de marzo de 2018, Square Enix publicó a través de su cuenta de Twitter, que las ventas de Nier: Automata, tanto en formato físico como digital, habían superado las 2.5 millones de copias a nivel mundial. A principios de junio de 2018, Square Enix anunció que las ventas del juego habían ascendido hasta los 3 millones de unidades. En diciembre del mismo año, la distribuidora comunicó que la cantidad de unidades vendidas habían ascendido hasta los 3.5 millones. En mayo de 2019, se reveló que las ventas se habían elevado a más de 4 millones de unidades.